# Boletales
La famiglia più conosciuta dell'ordine Boletales è quella delle Boletaceae che annovera il genere Boletus, celebre per specie come Boletus edulis e Boletus aereus, meglio conosciuti come "porcini".

## Descrizione dell'ordine

### Funghi a tubuli
L'ordine annovera funghi caratterizzati da tubuli sotto il cappello, appartenenti a famiglie come le Boletaceae, le Gyroporaceae e le Suillaceae.

### Funghi a Lamelle
Lo stesso include anche funghi lamellati, appartenenti rispettivamente alle famiglie delle Paxillaceae, Gomphidiaceae e Hygrophoropsidaceae; le stesse presentano diverse caratteristiche analoghe alla famiglia delle Boletaceae, come ad esempio la carne con la stessa trama, l'imenoforo separabile dalla carne del cappello e le medesime caratteristiche microscopiche.

## Tassonomia
L'ordine delle Boletales annovera oltre 93 specie, che sono state classificate dal micologo austriaco M. Moser.

Appartengono all'ordine Boletales le seguenti famiglie:
- Boletaceae
- Coniophoraceae
- Gomphidiaceae
- Gyroporaceae
- Hygrophoropsidaceae
- Paxillaceae
- Rhizopogonaceae
- Sclerodermataceae
- Suillaceae

La famiglia Suillaceae è stata creata di recente per includere il genere Suillus, una volta appartenente alla famiglia delle Boletaceae.
Secondo una classificazione filogenetica, invece, l'albero filogenetico dell'ordine Boletales è:
|  | Boletaceae      |
|  |                 |
|  | Diplocystaceae  |
|  |                 |
|  | Leucogastraceae |
|  |                 |

|  | Coniophoraceae      |
|  |                     |
|  | Hygrophoropsidaceae |
|  |                     |
|  | Serpulaceae         |
|  |                     |

|  | Gyrodontaceae |
|  |               |
|  | Paxillaceae   |
|  |               |

|  | Astraeaceae       |
|  |                   |
|  | Boletinellaceae   |
|  |                   |
|  | Calostomataceae   |
|  |                   |
|  | Gyroporaceae      |
|  |                   |
|  | Pisolithaceae     |
|  |                   |
|  | Sclerodermataceae |
|  |                   |

|  | Gomphidiaceae       |
|  |                     |
|  | Rhizopogonaceae     |
|  |                     |
|  | Suillaceae          |
|  |                     |
|  | Truncocolumellaceae |
|  |                     |

|  | Boletaceae      |
|  |                 |
|  | Diplocystaceae  |
|  |                 |
|  | Leucogastraceae |
|  |                 |

|  | Coniophoraceae      |
|  |                     |
|  | Hygrophoropsidaceae |
|  |                     |
|  | Serpulaceae         |
|  |                     |

|  | Gyrodontaceae |
|  |               |
|  | Paxillaceae   |
|  |               |

|  | Astraeaceae       |
|  |                   |
|  | Boletinellaceae   |
|  |                   |
|  | Calostomataceae   |
|  |                   |
|  | Gyroporaceae      |
|  |                   |
|  | Pisolithaceae     |
|  |                   |
|  | Sclerodermataceae |
|  |                   |

|  | Gomphidiaceae       |
|  |                     |
|  | Rhizopogonaceae     |
|  |                     |
|  | Suillaceae          |
|  |                     |
|  | Truncocolumellaceae |
|  |                     |

## Galleria d'immagini

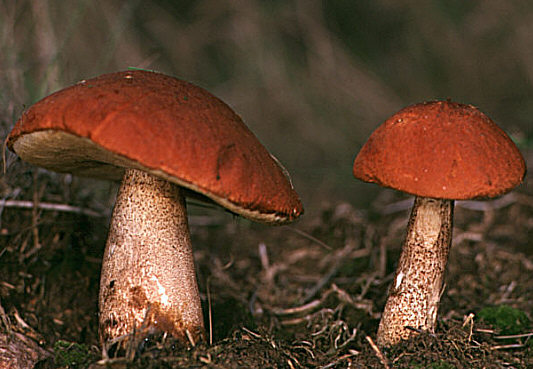
Leccinum aurantiacum Fam. Boletaceae
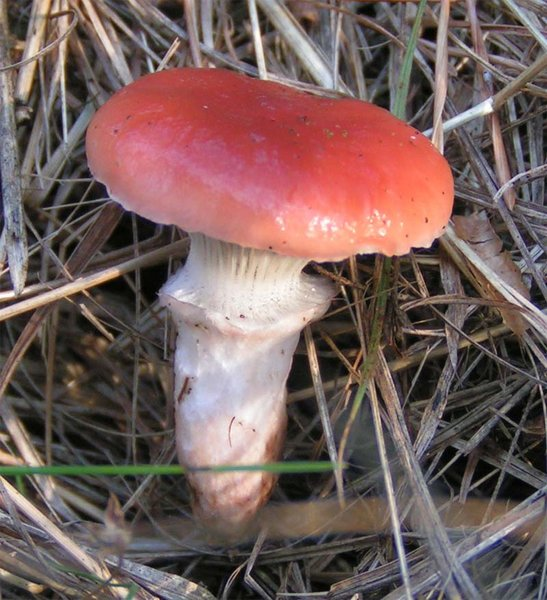
Gomphidius roseus Fam. Gomphidiaceae
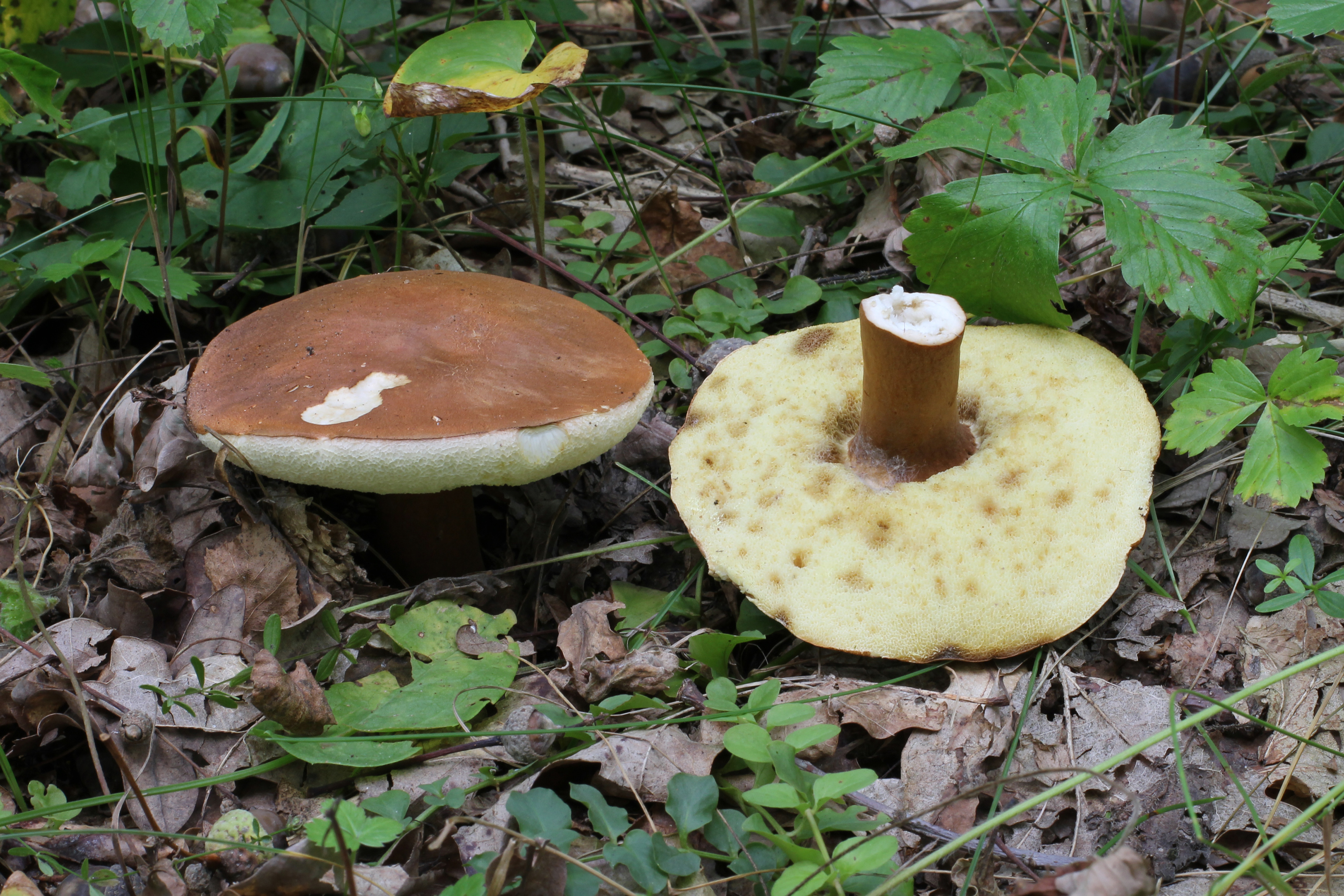
Gyroporus castaneus Fam. Gyroporaceae
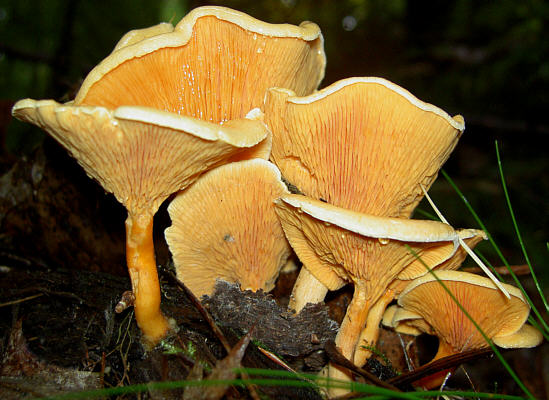
Hygrophoropsis aurantiaca F. Hygrophoropsidaceae
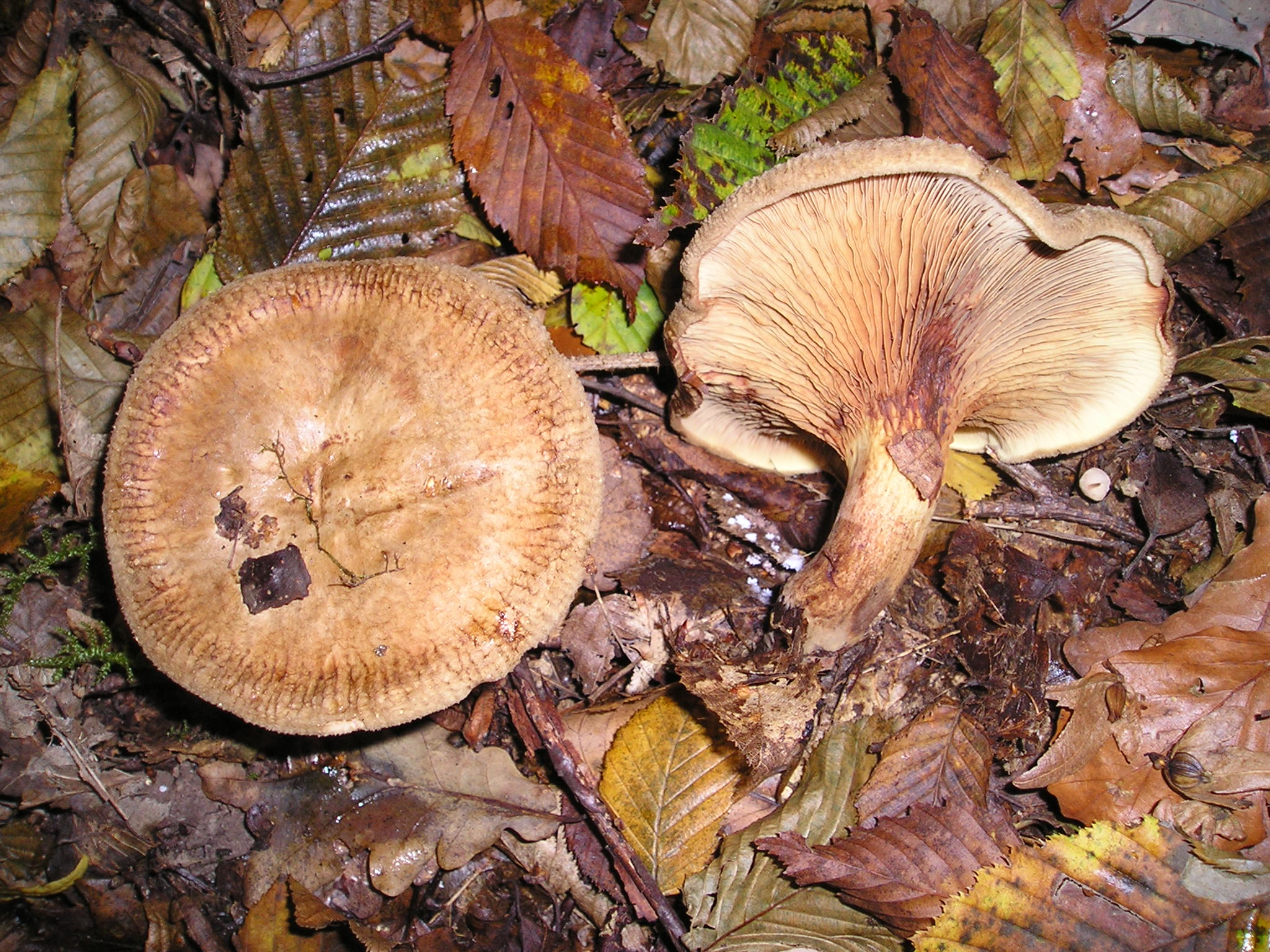
Paxillus involutus Fam. Paxillaceae
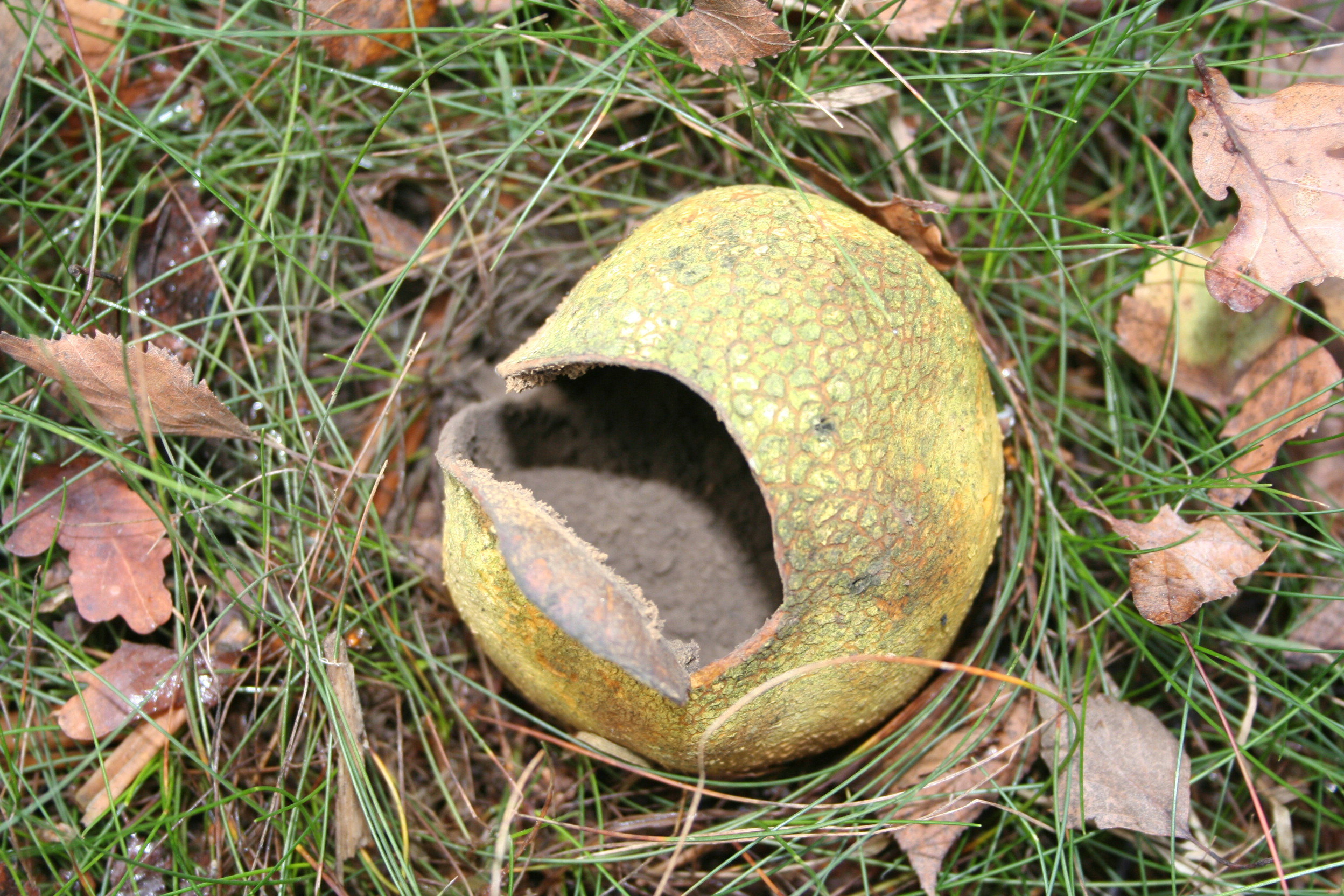
Scleroderma citrinum Fam. Sclerodermataceae
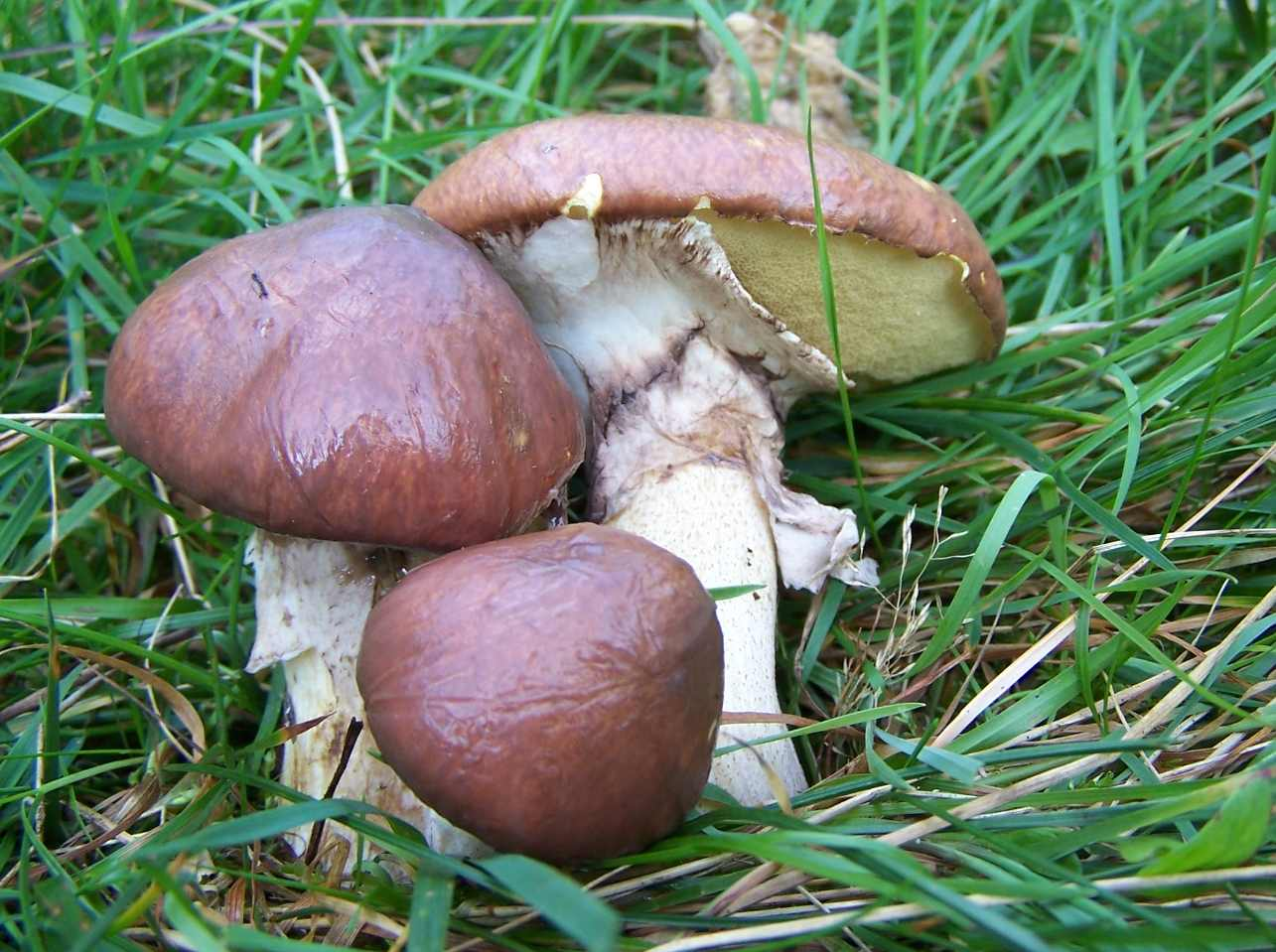
Suillus luteus Fam. Suillaceae
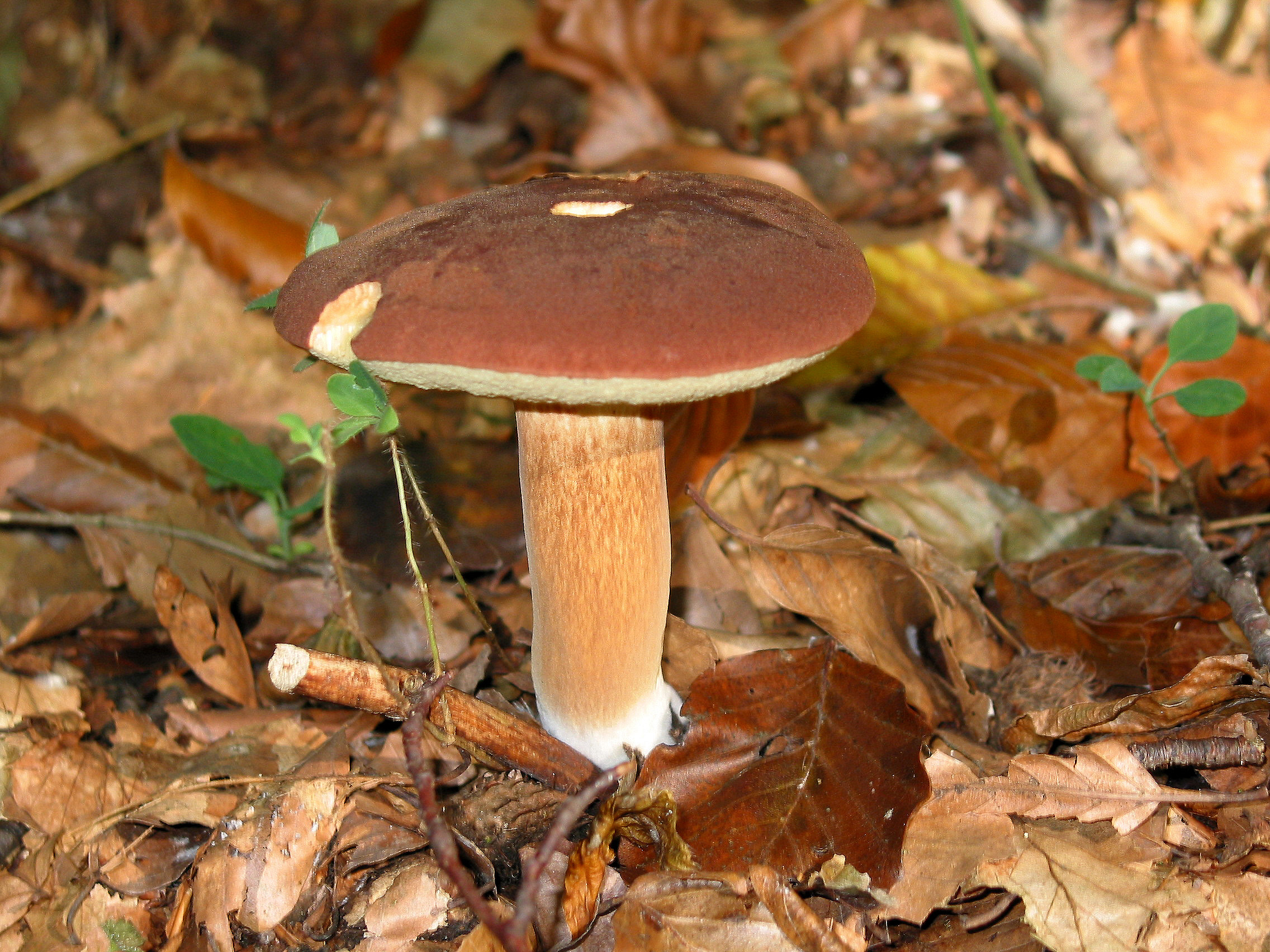
Xerocomus badius Fam. Xerocomataceae